# ORP Kaszub (1987)
Pour les articles homonymes, voir ORP Kaszub (homonymie).
L’ORP Kaszub est une corvette de la marine polonaise, et l'unique bâtiment de la classe Projet 620, en service depuis 1987.